# 烏斯丘
烏斯丘（오사 단군），是传说中的嘉勒檀君的长子和檀君朝鲜的第四代君王。朝鲜半岛有学者根据研究桓檀古記认为执政年限为(公元前2155年 - 公元前2106年)，也有人推测其即位元年大约为公元前11世纪左右，前提是檀君朝鲜有存在的可能。